# Reichstagswahlkreis Königreich Sachsen 4

Die Wahlkreisaufteilung des Deutschen Reichs.

Der Reichstagswahlkreis Königreich Sachsen 4 (in der reichsweiten Durchnummerierung auch Reichstagswahlkreis 288; auch Reichstagswahlkreis Dresden rechts der Elbe genannt) war der vierte Reichstagswahlkreis für das Königreich Sachsen für die Reichstagswahlen im Deutschen Reich und im Norddeutschen Bund von 1867 bis 1918.

## Wahlkreiszuschnitt
Der Wahlkreis umfasste die Stadt Dresden rechts der Elbe, die Amtshauptmannschaft Dresden-Neustadt ohne die Gemeinden Blasewitz, Dobritz, Laubegast, Leuben und Tolkewitz, den Amtsgerichtsbezirk Königsbrück aus der Amtshauptmannschaft Kamenz, den Amtsgerichtsbezirk Radeberg aus der Amtshauptmannschaft Großenhain, den Gemeinden Bonnewitz, Eschdorf mit Gutsbezirk und Wünschendorf bei Pirna aus der Amtshauptmannschaft Pirna und die Gemeinden Coswig, Kötitz bei Meißen, Neucoswig und Gutsbezirk Kreyern aus der Amtshauptmannschaft Meißen.
Dies entsprach ursprünglich der Stadt Dresden rechts der Elbe und die Gerichtsamtsbezirke Schönfeld, Radeberg, Königsbrück, Radeburg und Moritzburg.
| Jahr | Einwohner |
| ---- | --------- |
| 1890 | 190.756   |
| 1895 | 227.262   |
| 1900 | 268.412   |
| 1905 | 286.497   |
| 1910 | 305.521   |

|      | Landwirtschaft | Industrie und Gewerbe | Handel und Dienstleistungen |
| ---- | -------------- | --------------------- | --------------------------- |
| 1895 | 14,7           | 52,1                  | 33,2                        |
| 1907 | 9,4            | 53,2                  | 37,3                        |

|      | Evangelisch | Katholisch |
| ---- | ----------- | ---------- |
| 1890 | 95,1        | 4,6        |
| 1905 | 93,7        | 5,6        |
| 1910 | 93,8        | 5,3        |

## Abgeordnete
| Wahl                                 | Abgeordneter                 | Partei                 | Bild |
| ------------------------------------ | ---------------------------- | ---------------------- | ---- |
| Reichstagswahl Februar 1867 bis 1884 | Friedrich Oskar von Schwarze | Altliberal/BKV/LRP/DRP |      |
| Reichstagswahl 1884 bis 1893         | Heinrich Hermann Klemm       | DKP                    | 0    |
| Reichstagswahl 1893 bis 1898         | Friedrich Alfred Klemm       | Antisemiten (Ref)      | 0    |
| Reichstagswahl 1898 bis 1913         | August Kaden                 | SPD                    |      |
| Ersatzwahl 1913 bis 1918             | Wilhelm Buck                 | SPD                    |      |

## Wahlen

### 1867 (Februar)
Es fand nur ein Wahlgang statt. Die Zahl der gültigen Stimmen betrug 13433.
| Kandidat                     | Partei     | Stimmen | in % | Anmerkungen |
| ---------------------------- | ---------- | ------- | ---- | ----------- |
| Friedrich Oskar von Schwarze | Altliberal | 10180   | 0    | 0           |

### 1867 (August)
Es fand nur ein Wahlgang statt. Die Zahl der gültigen Stimmen betrug 7590.
| Kandidat                     | Partei        | Stimmen | in % | Anmerkungen |
| ---------------------------- | ------------- | ------- | ---- | ----------- |
| Friedrich Oskar von Schwarze | BundesstKonst | 4749    | 0    | 0           |

### 1871
Es fand ein Wahlgang statt. 19978 Männer waren wahlberechtigt. Die Zahl der abgegebenen Stimmen betrug 6699, 74 Stimmen waren ungültig. Die Wahlbeteiligung betrug 33,9 %.
| Kandidat                     | Partei   | Stimmen | in % | Anmerkungen |
| ---------------------------- | -------- | ------- | ---- | ----------- |
| Friedrich Oskar von Schwarze | LRP      | 5340    | 0    | 0           |
| Wilhelm Liebknecht           | S (Eis)  | 1132    | 0    | 0           |
|                              | F        | 105     | 0    | 0           |
| 0                            | Sonstige | 122     | 0    | 0           |

### 1874
Es fand ein Wahlgang statt. 23582 Männer waren wahlberechtigt. Die Zahl der abgegebenen Stimmen betrug 10112, 81 Stimmen waren ungültig. Die Wahlbeteiligung betrug 43,2 %.
| Kandidat                     | Partei   | Stimmen | in % | Anmerkungen |
| ---------------------------- | -------- | ------- | ---- | ----------- |
| Friedrich Oskar von Schwarze | LRP      | 6419    | 0    | 0           |
| Wilhelm Liebknecht           | S        | 3632    | 0    | 0           |
| 0                            | Sonstige | 61      | 0    | 0           |

Von Schwarze wechselte in der Wahlperiode zur DRP.

### 1877
Es fand ein Wahlgang statt. 26685 Männer waren wahlberechtigt. Die Zahl der abgegebenen Stimmen betrug 12462, 152 Stimmen waren ungültig. Die Wahlbeteiligung betrug 47,3 %.
| Kandidat                     | Partei   | Stimmen | in % | Anmerkungen |
| ---------------------------- | -------- | ------- | ---- | ----------- |
| Friedrich Oskar von Schwarze | DRP      | 6899    | 0    | 0           |
| Wilhelm Liebknecht           | S        | 5411    | 0    | 0           |
|                              | Kons     | 46      | 0    | 0           |
|                              | NLP      | 28      | 0    | 0           |
| 0                            | Sonstige | 78      | 0    | 0           |

### 1878
Es fand ein Wahlgang statt. 28274 Männer waren wahlberechtigt. Die Zahl der abgegebenen Stimmen betrug 15603, 143 Stimmen waren ungültig. Die Wahlbeteiligung betrug 55,7 %.
| Kandidat                     | Partei   | Stimmen | in % | Anmerkungen |
| ---------------------------- | -------- | ------- | ---- | ----------- |
| Friedrich Oskar von Schwarze | DRP      | 8102    | 0    | 0           |
| Wilhelm Liebknecht           | S        | 7433    | 0    | 0           |
|                              | Zentrum  | 27      | 0    | 0           |
| 0                            | Sonstige | 41      | 0    | 0           |

### 1881
Es fand ein Wahlgang statt. 28758 Männer waren wahlberechtigt. Die Zahl der abgegebenen Stimmen betrug 15827, 88 Stimmen waren ungültig. Die Wahlbeteiligung betrug 55,3 %.
| Kandidat                     | Partei   | Stimmen | in % | Anmerkungen |
| ---------------------------- | -------- | ------- | ---- | ----------- |
| Friedrich Oskar von Schwarze | DRP      | 8713    | 0    | 0           |
| Wilhelm Liebknecht           | S        | 6231    | 0    | 0           |
| Sust                         | V        | 689     | 0    | Kaufmann    |
| Alexander Pinkert            | Kons     | 144     | 0    | Redakteur   |
| 0                            | Sonstige | 30      | 0    | 0           |

### 1884
Es fand ein Wahlgang statt. 30689 Männer waren wahlberechtigt. Die Zahl der abgegebenen Stimmen betrug 18950, 105 Stimmen waren ungültig. Die Wahlbeteiligung betrug 62,1 %.
| Kandidat                     | Partei   | Stimmen | in % | Anmerkungen |
| ---------------------------- | -------- | ------- | ---- | ----------- |
| Heinrich Hermann Klemm       | DKP      | 9512    | 0    | 0           |
| August Kaden                 | S        | 6514    | 0    | 0           |
| August Walter                | F        | 2829    | 0    | 0           |
| Bernhard Freiherr von Rochow | Zentrum  | 68      | 0    | 0           |
| 0                            | Sonstige | 27      | 0    | 0           |

### 1887
Es fand ein Wahlgang statt. 32556 Männer waren wahlberechtigt. Die Zahl der abgegebenen Stimmen betrug 26109, 105 Stimmen waren ungültig. Die Wahlbeteiligung betrug 80,5 %. Die Kartellparteien NLP und Konservative einigten sich auf Klemm als gemeinsamen Kandidaten.
| Kandidat               | Partei   | Stimmen | in % | Anmerkungen |
| ---------------------- | -------- | ------- | ---- | ----------- |
| Heinrich Hermann Klemm | DKP      | 18.698  | 0    | 0           |
| August Kaden           | S        | 6942    | 0    | 0           |
| Albert Traeger         | F        | 450     | 0    | 0           |
| 0                      | Sonstige | 19      | 0    | 0           |

### 1890
Es fand ein Wahlgang statt. 36.044 Männer waren wahlberechtigt. Die Zahl der abgegebenen Stimmen betrug 29.357, 132 Stimmen waren ungültig. Die Wahlbeteiligung betrug 81,4 %. Die Kartellparteien NLP und Konservative einigten sich erneut auf Klemm als gemeinsamen Kandidaten.
| Kandidat               | Partei   | Stimmen | in %   | Anmerkungen |
| ---------------------- | -------- | ------- | ------ | ----------- |
| Albert Traeger         | DF       | 1054    | 3,6 %  | 0           |
| Heinrich Hermann Klemm | K        | 16.483  | 56,4 % | 0           |
| August Kaden           | SPD      | 11.670  | 39,9 % | 0           |
|                        | Sonstige | 18      | 0,1 %  | 0           |

### 1893
Es fanden zwei Wahlgänge statt. 40.761 Männer waren wahlberechtigt. Die Zahl der abgegebenen Stimmen betrug im ersten Wahlgang 34.703, 115 Stimmen waren ungültig. Die Wahlbeteiligung betrug 85,1 %. Die Kartellparteien NLP und Konservative einigten sich auf Martin Ulrich Rosenhagen als gemeinsamen Kandidaten.
| Kandidat                 | Partei   | Stimmen | in %   | Anmerkungen |
| ------------------------ | -------- | ------- | ------ | ----------- |
| Friedrich Alfred Klemm   | DR       | 11.151  | 32,2 % | 0           |
| Albert Traeger           | FVP      | 327     | 0,9 %  | 0           |
| Martin Ulrich Rosenhagen | K        | 8667    | 25,1 % | 0           |
| August Kaden             | SPD      | 14.420  | 41,7 % | 0           |
|                          | Sonstige | 23      | 0,1 %  | 0           |

In der Stichwahl betrug die Zahl der abgegebenen Stimmen 34.853, 113 Stimmen waren ungültig. Die Wahlbeteiligung betrug 85,5 %.
| Kandidat               | Partei | Stimmen | in %   | Anmerkungen |
| ---------------------- | ------ | ------- | ------ | ----------- |
| Friedrich Alfred Klemm | DR     | 19.550  | 56,3 % | 0           |
| August Kaden           | SPD    | 15.190  | 43,4 % | 0           |

### 1898
Es fanden zwei Wahlgänge statt. 49.133 Männer waren wahlberechtigt. Die Zahl der abgegebenen Stimmen betrug im ersten Wahlgang 37.861, 116 Stimmen waren ungültig. Die Wahlbeteiligung betrug 77,1 %. Bei den Wahlen von 1898 zerbrach das Bündnis der Kartellparteien. Die NLP bestand auf der Kandidatur von Professor Böhmert, den die Konservativen nicht akzeptierten. Hönerbach wurde daher der gemeinsame Kandidat von Konservativen und BdL. 
| Kandidat        | Partei   | Stimmen | in %   | Anmerkungen |
| --------------- | -------- | ------- | ------ | ----------- |
| Andreas Dietz   | DSR      | 5014    | 13,3 % | Privatier   |
| Josef Hönerbach | K        | 10.268  | 27,2 % | Privatier   |
| Viktor Böhmert  | NLP      | 4196    | 11,1 % | 0           |
| August Kaden    | SPD      | 18.094  | 47,9 % | 0           |
| Felix Porsch    | Zentrum  | 153     | 0,4 %  | 0           |
|                 | Sonstige | 20      | 0,1 %  | 0           |

In der Stichwahl betrug die Zahl der abgegebenen Stimmen 40.868, 481 Stimmen waren ungültig. Die Wahlbeteiligung betrug 83,2 %.
| Kandidat        | Partei | Stimmen | in %   | Anmerkungen |
| --------------- | ------ | ------- | ------ | ----------- |
| Josef Hönerbach | K      | 18.658  | 46,2 % | Privatier   |
| August Kaden    | SPD    | 21.729  | 53,8 % | 0           |

### 1903
Es fand ein Wahlgang statt. 56.272 Männer waren wahlberechtigt. Die Zahl der abgegebenen Stimmen betrug 47.666, 486 Stimmen waren ungültig. Die Wahlbeteiligung betrug 84,7 %. Nachdem die Uneinigkeit der bürgerlichen Parteien bei der letzten Wahl den Sieg der SPD befördert hatte, einigten sich dieses Mal Konservative, NLP, DSR und BdL auf Eduard Wagner als gemeinsamen Kandidaten.
| Kandidat          | Partei   | Stimmen | in %   | Anmerkungen               |
| ----------------- | -------- | ------- | ------ | ------------------------- |
| Arthur Strohbach  | FVP      | 388     | 0,8 %  | Fabrikbesitzer in Sebnitz |
| Eduard Wagner     | K        | 17.911  | 38,0 % | 0                         |
| Friedrich Naumann | NSV      | 79      | 0,2 %  | 0                         |
| August Kaden      | SPD      | 28.379  | 60,1 % | 0                         |
| Felix Porsch      | Zentrum  | 398     | 0,8 %  | 0                         |
|                   | Sonstige | 25      | 0,1 %  | 0                         |

### 1907
Es fand ein Wahlgang statt. 59.407 Männer waren wahlberechtigt. Die Zahl der abgegebenen Stimmen betrug 52.689, 174 Stimmen waren ungültig. Die Wahlbeteiligung betrug 88,7 %. Auch wenn SPD und Zentrum bei den "Hottentottenwahlen"  reichsweit Verluste hinnehmen mussten, konnte die SPD diesen Wahlkreis im ersten Wahlgang gewinnen. Dazu trug auch die Uneinigkeit der anderen Parteien bei. NLP und FVg einigten sich auf Barge als gesamtliberalen Kandidaten, DR und Konservative wollten zwar eigentlich einen gemeinsamen Kandidaten präsentieren, konnten sich aber nicht einigen.
| Kandidat           | Partei   | Stimmen | in %   | Anmerkungen          |
| ------------------ | -------- | ------- | ------ | -------------------- |
| Johannes Wetzlich  | DR       | 12.368  | 23,5 % | Glaserinnungsmeister |
| Dr. Hermann Barge  | FVg      | 6533    | 12,4 % | Oberlehrer           |
| Albert Schmaltz    | K        | 6717    | 12,8 % | Generalmajor         |
| August Kaden       | SPD      | 26.458  | 50,4 % | 0                    |
| Matthias Erzberger | Zentrum  | 400     | 0,8 %  | 0                    |
|                    | Sonstige | 39      | 0,1 %  | 0                    |

### 1912
Es fand ein Wahlgang statt. 65.296 Männer waren wahlberechtigt. Die Zahl der abgegebenen Stimmen betrug 58.444, 221 Stimmen waren ungültig. Die Wahlbeteiligung betrug 89,5 %. Erneut hatten sich NLP und FoVP auf Klöppel als gesamtliberalen Kandidaten geeinigt. Die rechten Parteien unterstützen Wetzlich.
| Kandidat           | Partei   | Stimmen | in %   | Anmerkungen              |
| ------------------ | -------- | ------- | ------ | ------------------------ |
| Johannes Wetzlich  | DR       | 13.893  | 23,9 % | Glaserinnungsmeister     |
| Friedrich Klöppel  | FoVP     | 12.363  | 21,2 % | Rechtsanwalt aus Dresden |
| August Kaden       | SPD      | 31.640  | 54,3 % | 0                        |
| Matthias Erzberger | Zentrum  | 319     | 0,6 %  | 0                        |
|                    | Sonstige | 8       | 0,0 %  | 0                        |

### Ersatzwahl 1913
Nachdem August Kaden am 21. Juni 1913 gestorben war, kam es am 10. Oktober 1913 zu einer Ersatzwahl. Es fand nur ein Wahlgang statt. Die Parteibündnisse entsprachen denen der letzten Wahl.
| Kandidat           | Partei   | Stimmen | in %   | Anmerkungen              |
| ------------------ | -------- | ------- | ------ | ------------------------ |
| Friedrich Klöppel  | FoVP     | 10.979  | 19,5 % | Rechtsanwalt aus Dresden |
| Dr. Georg Hartmann | K        | 14.240  | 25,2 % | Landwirt aus Rathstock   |
| Wilhelm Buck       | SPD      | 31.202  | 55,3 % | 0                        |
|                    | Sonstige | 20      | 0,0 %  | 0                        |